# York Township (Carroll County, Illinois)
Die York Township ist eine von 12 Townships im Carroll County im Nordwesten des US-amerikanischen Bundesstaates Illinois.

## Geografie
Die York Township liegt Nordwesten von Illinois am Mississippi, der die Grenze zu Iowa bildet. Der  Die Grenze zu Wisconsin befindet sich rund 65 km nördlich.
Die York Township liegt auf 41°57′53″ nördlicher Breite und 90°03′45″ westlicher Länge und erstreckt sich über 146,04 km², die sich auf 122,97 km² Land- und 23,07 km² Wasserfläche verteilen.
Die York Township liegt im Südwesten des Carroll County. Am gegenüberliegenden Mississippiufer liegt das Clinton County in Iowa. Im Süden grenzt die Township an das Whiteside County. Innerhalb des Carroll County grenzt die York Township im Nordwesten an die Savanna Township, im Norden an die Mount Carroll Township, im Nordosten an die Salem Township und im Osten an die Fairhaven Township. 

## Verkehr
Parallel zum Mississippi die den Illinois-Abschnitt der Great River Road bildende Illinois State Route 84. Parallel dazu verläuft durch den Osten der Township die Illinois State Route 78. Daneben gibt es noch eine Reihe County Roads und weiter untergeordneter teils unbefestigter Straßen.
Durch die Township führt eine entlang des Mississippi verlaufende Eisenbahnlinie der BNSF Railway.
Der nächstgelegene Flugplatz ist der rund 4 km nördlich der Township gelegene Tri-Township Airport südlich der Stadt Savanna. Der nächstgelegene Regionalflughafen ist der Clinton Municipal Airport in Clinton im benachbarten Clinton County, Iowa.

## Bevölkerung
Bei der Volkszählung im Jahr 2010 hatte die Township 1734 Einwohner. Neben Streubesiedlung gibt es in der York Township folgende Siedlungen:
Village
- Thomson

Unincorporated Communities
- Argo Fay
- Ebner
- Ideal